# 쿠트나호라구

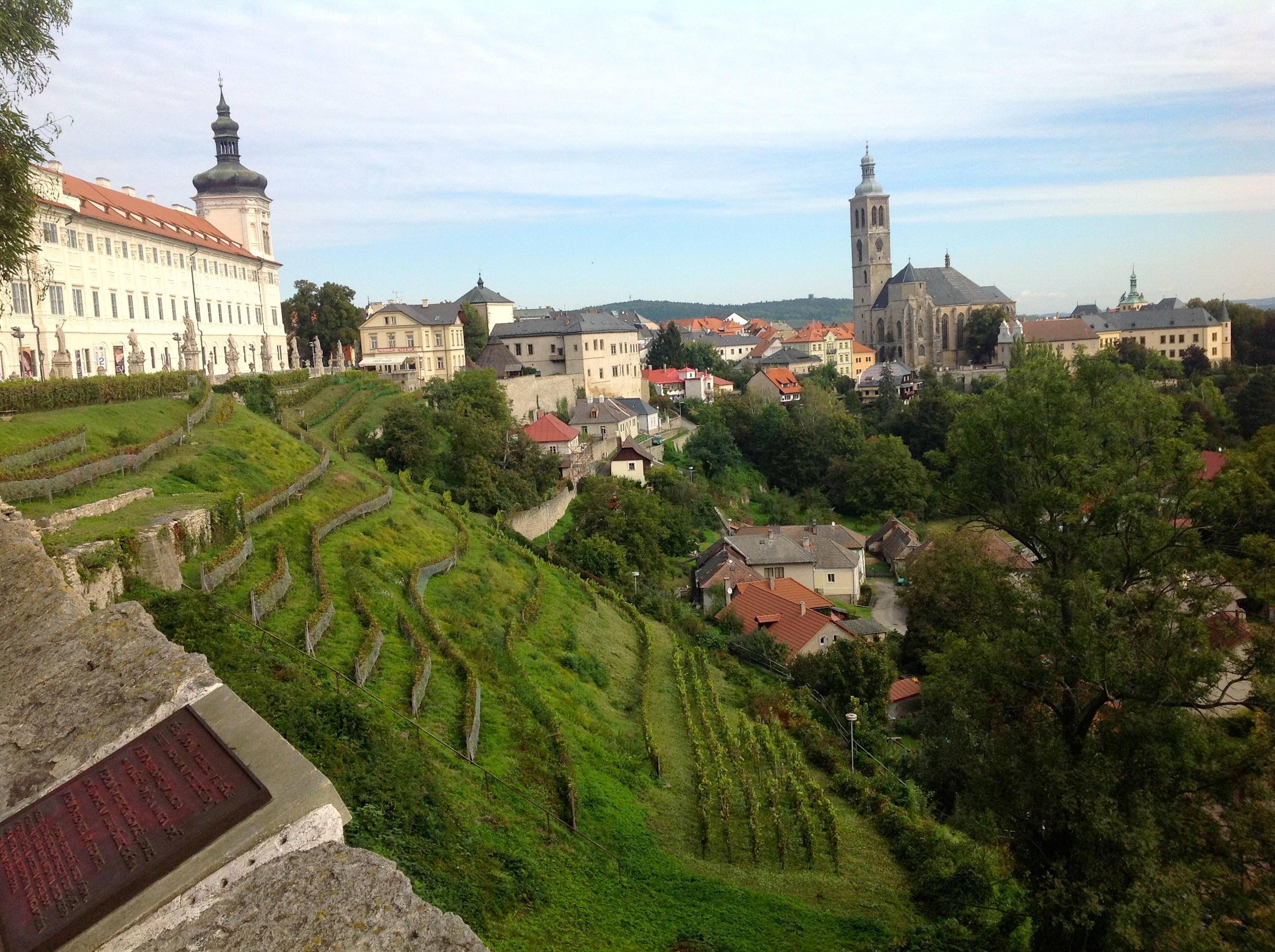
쿠트나호라구의 행정 중심지인 쿠트나호라

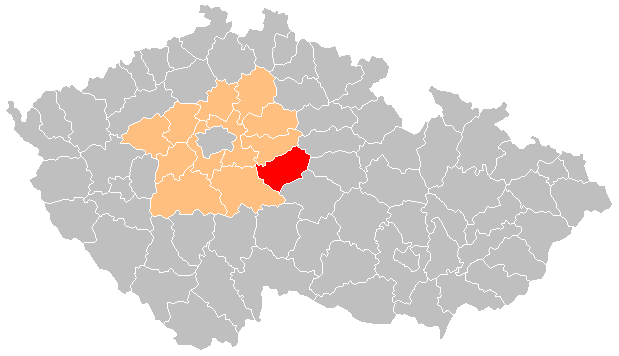
쿠트나호라구의 위치

쿠트나호라구(체코어: Okres Kutná Hora)는 체코 중앙보헤미아주를 구성하는 12개 구 가운데 하나로 행정 중심지는 쿠트나호라이며 면적은 916.93km2, 인구는 75,370명(2019년 1월 1일 기준), 인구 밀도는 82명/km2이다.
중앙보헤미아주 동부에 위치하며 88개 지방 자치체(11개 시, 77개 마을)를 관할한다. 중앙보헤미아주 베네쇼프구, 콜린구, 파르두비체주 파르두비체구, 흐루딤구, 비소치나주 하블리치쿠프브로트구와 접한다.